# Roger de Llúria (almogàver)
Roger de Llúria (Neopàtria, 1321? - Tebes, 1370) fou un mariscal almogàver i vicari general dels ducats d'Atenes i Neopàtria. Era fill de Joan de Llúria i d'Amichi i nebot de l'almirall Roger de Llúria. Fou el darrer mariscal de la Companyia Catalana d'Orient d'almogàvers i fou nomenat vicari general dels ducats d'Atenes i Neopàtria des de 1362 fins a la seva mort el 1370.
L'any 1363, en aliança amb el soldà Murat I, reconquerí Atenes als venecians.